# Belton, Texas
Belton là một thành phố thuộc quận Bell, tiểu bang Texas, Hoa Kỳ. Năm 2010, dân số của xã này là 18216 người.

## Dân số
- Dân số năm 2000: 14623 người.
- Dân số năm 2010: 18216 người.